# إدوارد وليم نيلسون
إدوارد وليم نيلسون (بالإنجليزية: Edward William Nelson)‏ عالم أمريكي[ ؟ ] اختص في دراسة التاريخ الطبيعي وعلم الأعراق. ولد في 8 مايو، 1855، مانتشستر، نيو هامبشير.

## اقرأ كذلك
- خروف دال